# Beneath Hill 60
Beneath Hill 60 (slovensko: Pod hribom 60) je avstralski vojni film, ki je bil premierno predvajan leta 2010; režiral ga je Jeremy Sims in scenarij je napisal David Roach.
Zgodba se odvija med prvo svetovno vojno in pripoveduje zgodbo 1. avstralske tunelske čete, ki si prizadeva postaviti kopensko mino pod nemške položaje ter nato sprožiti eksploziv, s katerim bi olajšali prodor britanskih enot. Scenarij je napisal na osnovi zapisov stotnika Oliverja Woodwarda, ki ga je v filmu upodobil Brendan Cowell.
Beneath Hill 60 je v Avstraliji doživel premiero 15. aprila 2010, kljub temu da so prvotno načrtovali, da bo premiera na Dan Anzaca (25. april). Film so nameravali uvrstiti tudi na Filmski festival v Cannesu.